# Mussulman Dscholomanow
Mussulman Dscholomanow (kirgisisch Мусулман Жоломанов; engl. Transkription Musulman Dzholomanov; * 21. Juni 1997 in Bischkek) ist ein kirgisischer Leichtathlet, der sich auf den Mittelstreckenlauf spezialisiert hat.

## Sportliche Laufbahn
Erste Erfahrungen bei internationalen Meisterschaften sammelte Mussulman Dscholomanow bei den Islamic Solidarity Games 2017 in Baku, bei denen er über 800 und 1500 Meter in der ersten Runde ausschied. Daraufhin nahm er im 800-Meter-Lauf an den Asienmeisterschaften in Bhubaneswar teil, konnte sich aber auch dort nicht für das Finale qualifizieren, wie auch bei der Sommer-Universiade in Taipeh Mitte August über 1500 Meter. Anfang September belegte er bei den Asian Indoor & Martial Arts Games in Aşgabat mit 1:51,12 min den vierten Platz über 800 Meter und konnte seinen Vorlauf über 1500 Meter nicht beenden. 2018 nahm er an den Hallenasienmeisterschaften in Teheran teil und belegte dort in 1:57,98 min den sechsten Platz im über 800 Meter und wurde im 1500-Meter-Lauf Fünfter. Ende August nahm er erstmals an den Asienspielen in Jakarta teil, wurde über 1500 Meter in 3:50,24 min Zehnter und schied über 800 Meter im Vorlauf aus. Im Jahr darauf belegte er bei den Asienmeisterschaften in Doha in 3:46,80 min ebenfalls Rang zehn und schied über 800 Meter in der ersten Runde aus. Über 1500 Meter qualifizierte er sich zudem für die Weltmeisterschaften in Doha, bei denen er mit 3:45,07 min im Vorlauf ausschied. 2022 schied er bei den Islamic Solidarity Games in Konya mit 1:52,67 min im Vorlauf über 800 Meter aus und verpasste auch über 1500 Meter mit 4:09,48 min den Finaleinzug. Im Jahr darauf belegte er bei den Hallenasienmeisterschaften in Astana in 3:51,78 min den siebten Platz über 1500 Meter und gelangte im 3000-Meter-Lauf mit 8:26,95 min auf Rang zehn. Im Juli schied er bei den Freiluftmeisterschaften in Bangkok mit 1:51,27 min im Vorlauf über 800 Meter aus und gelangte über 1500 Meter mit 3:45,70 min auf Rang neun. Im Oktober schied er bei den Asienspielen in Hangzhou mit 1:54,20 min in der Vorrunde über 800 Meter aus und wurde in 3:52,37 min Zwölfter über 1500 Meter.
Dscholomanow ist Student an der Kirgisischen Staatsakademie für Bildung und Sport in Bischkek. 2022 wurde er kirgisischer Meister im 800-Meter-Lauf.

## Persönliche Bestzeiten
- 800 Meter: 1:48,47 min, 29. Juni 2021 in Taschkent
  - 800 Meter (Halle): 1:51,12 min, 20. September 2017 in Aşgabat
- 1500 Meter: 3:43,63 min, 25. Juni 2021 in Minsk
  - 1500 Meter (Halle): 3:49,77 min, 7. Februar 2021 in Istanbul
  - 3000 Meter (Halle): 8:21,58 min, 22. Januar 2019 in Öskemen